# Another Sad Love Song
Another Sad Love Song è un singolo discografico della cantante statunitense Toni Braxton, pubblicato nel 1993.

## Il brano
Il brano è stato scritto da Daryl Simmons e Babyface e prodotto dagli stessi artisti con L.A. Reid. Esso è stato estratto dal primo album in studio di Toni Braxton, l'eponimo Toni Braxton.

## Tracce
- CD (USA)

1. Another Sad Love Song (remix radio edit) – 4:40
2. Another Sad Love Song (extended remix) – 5:27
3. Another Sad Love Song (Smoothed Out version) – 4:23
4. Another Sad Love Song (remix instrumental) – 5:01
5. Another Sad Love Song (album version) – 5:01

## Video
Il videoclip della canzone è stato realizzato in due versioni: una in bianco e nero diretta da Antoine Fuqua ed una a colori diretta da Fuqua e Ralph Ziman.

## Classifiche
| Classifica (1993-94) | Posizione massima |
| -------------------- | ----------------- |
| Regno Unito          | 15                |
| Stati Uniti          | 7                 |